# Golica TV
Golica TV je slovenska glasbena (narodno-zabavna) televizijska postaja. Ponuja videospote, koncerte in oddaje. Z oddajanjem je pričela leta 2005. Takrat je oddajala preko satelita in kabelskih sistemov in se je uvrščala med lokalne in kabelske televizije. S prestopom iz kabelskih sistemov v slovenski DVB-T multipleks avgusta 2012 pa je postala eden najpomembnejših televizijskih programov v slovenskem prostoru. S svojo programsko-glasbeno shemo je vodilni televizijski program v Sloveniji, s predvajanjem zgolj slovenske narodno-zabavne in zabavne glasbe pa ozavešča ljudi o slovenski pristnosti, domačnosti in kulturi ter kulturni dediščini. Septembra 2019 je bila prenovljena grafična podoba in programska shema. 

## TV oddaje
- Dopoldne na Golici (ponedeljek - petek od 10.30 do 13.15)
- Popoldne na Golici (ponedeljek - petek od 15.15 do 18.15)
- Po domače z Žigom (ponedeljek od 20.00 do 21.30)
- Svet narave (v sredo in nedeljo od 20.00 do 21.30)
- Dopoldanske zdravstvene oddaje (ponedeljek - petek ob 9.00)
- Z Golico na veselico (sobota ob 20.00)

## Pretekle TV oddaje
- Pod židano marelo
- Odpelji Škodo (vsak dan ob 17.00 in po 21.30)
- Golica naj naj
- Glasbeni kviz
- Vislice
- Iz domače skrinje
- Gospodinje pojejo
- Jutranji program (od 6. do 10. ure) z Rezo in Pečom
- Novice (vsako polno uro od 7. do 16. ure)
- Dopoldanski program z Mino Pal (med 10. in 13. uro)
- Popoldanski program z Jasmino ali Katarino (med 13.00 in 16.30)
- Golica v živo
- Dopoldanske oddaje (vsak delavnik od 8.00 do 12.30)
- Ob 10ih
- Astrocenter (vsak dan ob 18.05)
- Vem, znam, zmorem
- Tavžent rožca

## Voditeljice in voditelji
- Martina Švab
- Žana Leskovar Vidmar
- Anja Janc
- Dejan Krajnc
- Žiga Kršinar
- Žiga Kvas
- Ajda Podlesnik
- Mojca Kranjec
- Klavdija Winder Pantner
- Lovro Sadek

## Dosežki
- Viktorji 2012 (2013) – Viktori popularnosti za najboljšo TV-oddajo Gospodinje pojejo
- Viktorji 2009 (2010) – Viktor popularnosti za najboljšo lokalno, regionalno ali kabelsko TV-postajo
- Viktorji 2008 (2009) – Viktor popularnosti za najboljšo lokalno, regionalno ali kabelsko TV-postajo

## Bivši voditelji
- Neža Marolt
- Karmen Klinc
- Jasmina Kandorfer
- Alenka Oldroyd - Reza
- Jerica Zupan
- Žiga Kršinar
- Miha Orešnik
- Meri J. Verbnjak
- Katarina Jurkovič
- Maja Oderlap
- Domen Hren
- Mama Manka
- Špela Grošelj
- Robert Pečnik Pečo
- Rebeka Dremelj